# リディア・クラスナルジェヴァ
リディア・クラスナルジェヴァ（ロシア語:Лидия Красноружева、英語:Lidiya Krasnoruzheva）は2011年現在ウクライナのオデッサを活動拠点とするウクライナ出身のヌードモデル。

## 概要
ウクライナのドッキリテレビ番組であるNaked & Funny（Голые и Смешные）に出演。リダ（Lida）という愛称で知られている、卓越した美貌とスリムな身体に美しい巨乳を持ち、国内外で人気を博す。BrazerieやUkrainian bras社などで下着モデルとしての活動も行っている他、ボディペインティング活動も行っている。